# Оккервиль
Оккерви́ль — река на востоке Санкт-Петербурга, левый приток реки Охты, впадающий в неё в 1,8 км выше устья. Несудоходная, движение маломерных судов по реке запрещено.

## Географические сведения
Вытекает из болот к юго-западу от Колтушских высот. Протекает по Всеволожскому району Ленинградской области, Невскому и Красногвардейскому районам Санкт-Петербурга. Длина — 18 км, ширина — 1,5—25 м, глубина от 0,25 до 0,8 м.
В истоках носит название река Чёрная и имеет приток Хумалаев ручей.
Система водного объекта: Охта → Нева → Балтийское море.
Код объекта в государственном водном реестре — 01040300412102000009100.

## Происхождение названия
Существует несколько версий.

### Версия первая
По мнению писателя Л. В. Успенского, название реки связано с фамилией шведского полковника барона Оккервиля, владевшего мызой в её устье в конце XVII века:

А на деле в этих местах, на правом берегу Невы, в шведские ещё времена стояла мыза шведского же офицера, господина Оккервиля. И очень хорошо, что имя её сохраняется до наших дней…

Впоследствии оно было повторено в книгах «Почему так названы?» К. С. Горбачевича и Е. П. Хабло:

Оккервиль — старинное название. Оно нанесено на шведской карте 1699 года. Тогда, в период шведской оккупации невских земель, на берегу этого притока Большой Охты находилась мыза шведского полковника Оккервиля. От мызы Оккервиля и повелось название реки…
— «Почему так названы?» С. 452
Но каких-либо документальных свидетельств существования в XVII веке гидронима Оккервиль авторы данной версии не приводят.
В российское время версия о полковнике перекочевала в издание «Петербург в названиях улиц» А. Д. Ерофеева и А. Г. Владимировича:

Её название возникло в XVII веке и ведётся от фамилии владельца мызы, шведского полковника Оккервиля.

При издании новых книг о петербургской топонимии Ерофеев и Владимирович перестали использовать версию Успенского в пользу финского происхождения (от слова kare — «изгиб»).

### Версия вторая
Другого мнения придерживается писатель Александр Шарымов в книге «Предыстория Санкт-Петербурга. 1703 год»:

Должен, правда, заметить, что на карте Стюарта 1699 г. (Горбачевич и Хабло имеют в виду, видимо, именно эту карту) река эта показана, но не названа. Равно как не показана там и «мыза шведского полковника Оккервиля».
В то же время на близкой по времени карте Майера — [1698 г.] — река эта названа близко по звучанию, но вовсе не «Оккервиль», а «Kervila», и имя это, скорее всего, не шведское, а карельско-финское — от «kare», что означает «изгиб»…

### Версия третья
Гидроним Оккервиль — это производное от названия деревни Карвила, стоявшей в её верховьях.

…на шведских картах обозначены деревня и речка Карвила, а на русских — те же названия, но с буквой «О» в начале — Окарвила. «О» — разговорная форма шведского слова «речка». Karva — слово финское: волос, ворсинка, пушок, шерсть.

В исследовании краеведа Д. С. Рябова «Оккервиль: имя из XVII столетия», предполагается, что гидроним в данном случае является производным от названия деревни Карвила, стоявшей в её верховьях и уточняется, что название реки на плане Й. Мейера от 1698 года, написано как Carvila. В дальнейшем, по мнению Д. С. Рябова, название реки было переозвучено в названии мызы Оккервиль (изначально — Акарвели, Окорвели), закрепившемся в XVIII веке за усадьбой в устье реки, при впадении в Охту. Возможно, именно такое название усадьбы, бывшее в ходу до 2-й половины XIX века, послужило причиной закрепления современной формы названия реки Оккервиль.

## Изменения названия
На карте А. И. Бергенгейма, составленной по шведским материалам от 1676 года, река названия не имеет. На ней в верховьях безымянной реки, там, где протекает современная река Чёрная (приток Оккервиля), обозначено селение Karvila, а в её низовьях — мыза Mörnerholm.
На карте 1680 года обозначена только Лубья, в устье которой расположена мыза Mörnerholm.
Вопреки утверждению, что «название реки Оккервиль встречается на шведской карте 1699 года», река на шведской карте Петера Васандера, начерченной по поручению генерал-квартирмейстера Карла Стюарта в 1699 году, названия не имеет, а на шведской же «Карте или географическом описании Ингрии» от 1699 года — вообще нет никакой реки.
На плане окрестностей Ниена, составленной шведским картографом Й. Мейером в 1698 году, река подписана как Carvila.
В справочнике «Изъяснение местности Санкт-Петербурга в 1700 году» упоминается мыза «Мёрнерсхольм», топоним же «Оккервиль» отсутствует.
На более поздней, весьма подробной шведской карте от 1704 года в верховьях безымянной реки нанесены две деревни: L.Carvilla и S.Carvilla, а в её низовьях — безымянная мыза.
На карте Адриана Шонбека от 1705 года река также не имеет названия. В её верховьях расположена целая группа деревень: две деревни Карвила и одна Курвило, а в месте впадения реки в Охту — безымянная мыза.
Затем, в петровские времена, топоним «Карвила» исчезает, но появляются многочисленные упоминания о мызе Оккервиль (она же «Дача Полторацкой», она же «Уткина дача»), а река в течение XVIII—XX веков фигурирует под разными названиями.
На географической карте Финского залива Я. Ф. Шмидта от 1770 года она обозначена как Мали́новка (Малой Охтой на этой карте названа современная река Лубья). На карте Санкт-Петербургской губернии того же Я. Ф. Шмита от 1770 года, картах Санкт-Петербургской губернии 1792 года прапорщика Н. Соколова и А. М. Вильбрехта, на плане Санкт-Петербурга от 1849 года, река обозначена как Ма́лая О́хта.
На карте 1852 года обозначена как По́рховка. На карте 1853 года обозначена как ручей Хумала́ев (в дальнейшем, по 1930-е годы, на карты ручей Хумалаев наносился как правый приток этой реки, а левый — как река Чёрная, их слияние находилось выше современной деревни Новосергиевка). На картах 1860, 1863 и 1893 годов река опять обозначена как По́рховка.
На карте «Новый план Петербурга работы Германа Хоппа» 1869 г. река имеет название Чернявка.
В книге писателя и журналиста Александра Павловича Чехова, вышедшей в 1897 году, упоминается посещение Уткиной дачи «в месте слияния речек Охты и Оккервиль».
На картах Военно-топографической карты 1892 г., Санкт-Петербургской губернии 1909 и 1924 годов река обозначена как Я́блоновка. В то же время на карте «План С. Петербурга с ближайшими окрестностями» издательства А. С. Суворина 1913 года, она подписана как Оккервиль.
На картах 1930 и 1939 годов в Ленинградской области река снова обозначается как По́рховка.
На плане Ленинграда 1939 года — Оккервиль.
На картах 1940—1941 годов название Оккерви́ль появляется на картах области.
Современное название реки — Оккерви́ль.

## Галерея
- Вид вверх по течению с Клочкова моста (2014)
- Откос реки Оккервиль у Ледового моста (2012)
- Ледовый мост через Оккервиль
- Вид на Ледовый дворец через Ледовый мост (2012)
- Вид вниз по течению с Ледового моста (2012)
- Река Оккервиль у деревни Новосергиевка